# HD 159463
HD 159463，又名CD-4911577，SAO 244894、HR 6547，是一颗恒星，视星等为5.93，位于銀經341.08，銀緯-9.69，其B1900.0坐标为赤經17h 29m 41.5s，赤緯-49° -9.69′ 35″。